# Daniel Frasnay
Pour les articles homonymes, voir Frasnay.
Daniel Frasnay (né le 26 août 1928 à Villeneuve-le-Roi et mort le 22 septembre 2019 à Charolles, est un photographe français, qui est, aux côtés de Robert Doisneau, Willy Ronis, Izis ou Édouard Boubat, l'un des derniers représentants de la génération des photographes humanistes.

## Biographie
Sorti de l'école à 12 ans, Daniel Frasnay est embauché à 14 ans comme apprenti tireur chez le portraitiste Roger Carlet. Il travaille ensuite pour le Studio Harcourt et chez les frères Lipnitski.
Pendant quinze ans il est le photographe officiel des spectacles du Lido, du Carrousel et des Folies Bergère.
Daniel Frasnay s'installe à Villeurbanne (France) en 1988. Il est représenté par l'agence Rapho. Ses photographies sont diffusées par l'agence Gamma-Rapho.
En 2008-2009, il est en contentieux avec l'agence AGK avec laquelle il avait conclu un contrat en 1999,
Il meurt le 22 septembre 2019 à Charolles.

## Œuvre
Observateur de la vie parisienne noctambule, photographe des strip-teaseuses et danseuses des cabarets de Pigalle, dont la célèbre Coccinelle, Daniel Frasnay a côtoyé le Tout-Paris des années cinquante et soixante prenant des clichés de très nombreuses personnalités du monde du spectacle et du cinéma telles que Yves Montand et Simone Signoret, Johnny Hallyday, Sophia Loren, Maurice Chevalier, Carlo Ponti, Martine Carol, Luis Mariano, Véra Clouzot, Juliette Gréco, Édith Piaf, Jacques Brel, Léo Ferré, Michel Simon, Pierre Boulez, Jean Cocteau, Madeleine Renaud et Jean-Louis Barrault, Romy Schneider et Alain Delon, Jeanne Moreau, Brigitte Bardot. 
Il photographie également Saint-Germain-des-Prés : Jean-Paul Sartre, Albert Camus, Louis-Ferdinand Céline, Francis Carco, Arthur Miller, André Breton,  et fait le portrait des grands peintres et sculpteurs de son temps comme Jean Arp, Bernard Lorjou, Bernard Buffet, Georges Braque, Marc Chagall, César, Max Ernst, Hans Hartung, Yves Klein, René Magritte, Salvador Dalí, Joan Miró, Henry Moore, Jean Tinguely, Kees Van Dongen, Ossip Zadkine. 
« À côté de ces images destinées à la presse […] l'œuvre se constitue aussi à la sortie des spectacles, dans la rue, autour des hôtels de passe, des portes cochères et des affiches délabrées : Paris dans l’ombre devient alors le décor impressionnant d’un monde sinistre et blasé.
[Daniel Frasnay] rend un culte à la capitale en manifestant le côté obscur de sa beauté. »
Autodidacte, Daniel Frasnay est l'un des derniers représentants de la génération des photographes humanistes qui compte par exemple Robert Doisneau, Izis, André Kertesz ou Édouard Boubat.

### Expositions
- 20 avril - 10 mai 1970 : Cicatrices de la mémoire, Musée Galliera, Paris.
- 19 mars - 21 avril 1991 : Portraits des jours et de la nuit, Centre photographique d'Île-de-France, Pontault-Combault

puis mai 1991 : Galerie municipale du Château d'eau, Toulouse.
- 2003 : Daniel Frasnay : photographies, Galerie Berthet-Aittouarès, Paris[5].
- 12 - 31 mars 2007 : Gens de la scène et du grand écran, IUT d'Arles, université de Provence.

### Publications et monographies
- Paris la nuit, textes de Jacques Robert, Raoul Solar, 1956.
- Paris-oh! la! la!, textes de Jan Brusse, Müller Bildpocket, 1960.
- (en) Paris Revue, textes de Pierre Mariel, Neville Spearman, 1961.
- Leur monde. Peintres et sculpteurs, Draeger-Vilo, 1969. Prix du meilleur livre de la Foire de Francfort.
- 1988: Arts Arcueil Artistes publié par la ville d'Arcueil; panorama des artistes arcueillais, Antonio Segui, Jan Voss, José Gamarra, Claude Viseux…
- Paris Parade, textes de Jan Brusse, éditions En vues, 1999  (ISBN 2-911966-10-4). Prix du livre du Département du Rhône (catégorie Art & Création) en 2000.
- (de) Im Licht des anderen, textes de Axel Schmidt, Benteli, 2001  (ISBN 3-7165-1256-7).
- Les girls. Paris 1952-1979, introduction de Philippe Garner, Greybull Press, 2005  (ISBN 0-9727788-4-5).